# Тропа Клинка (7-й этап)

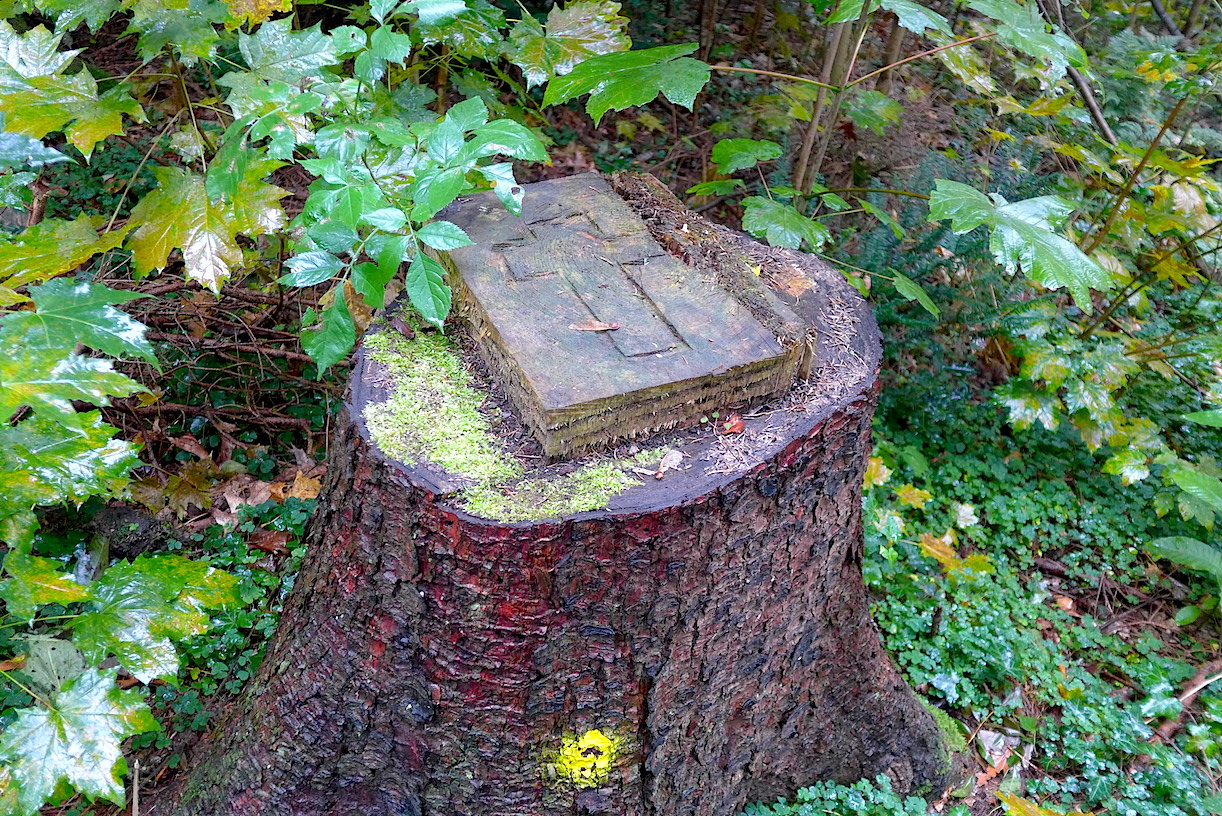
В начале седьмого этапа.

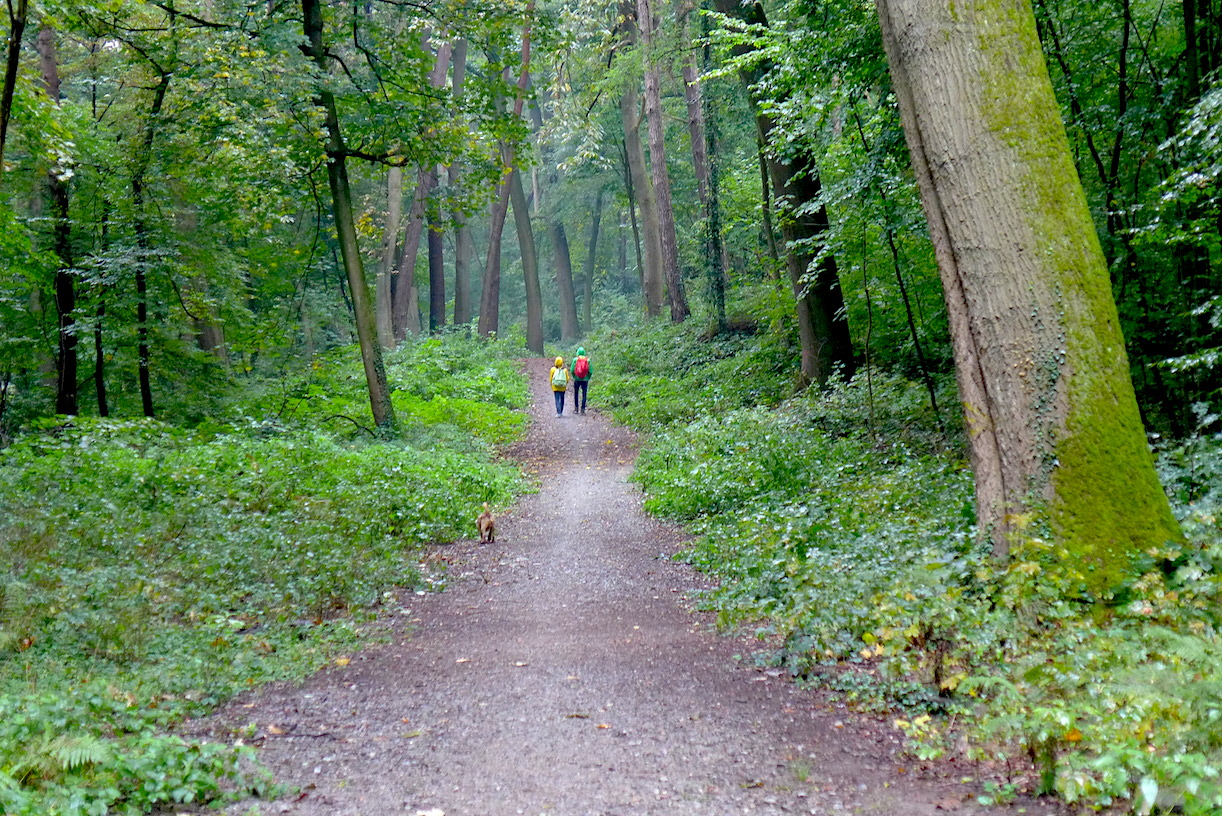
На маршруте первой половины пути.

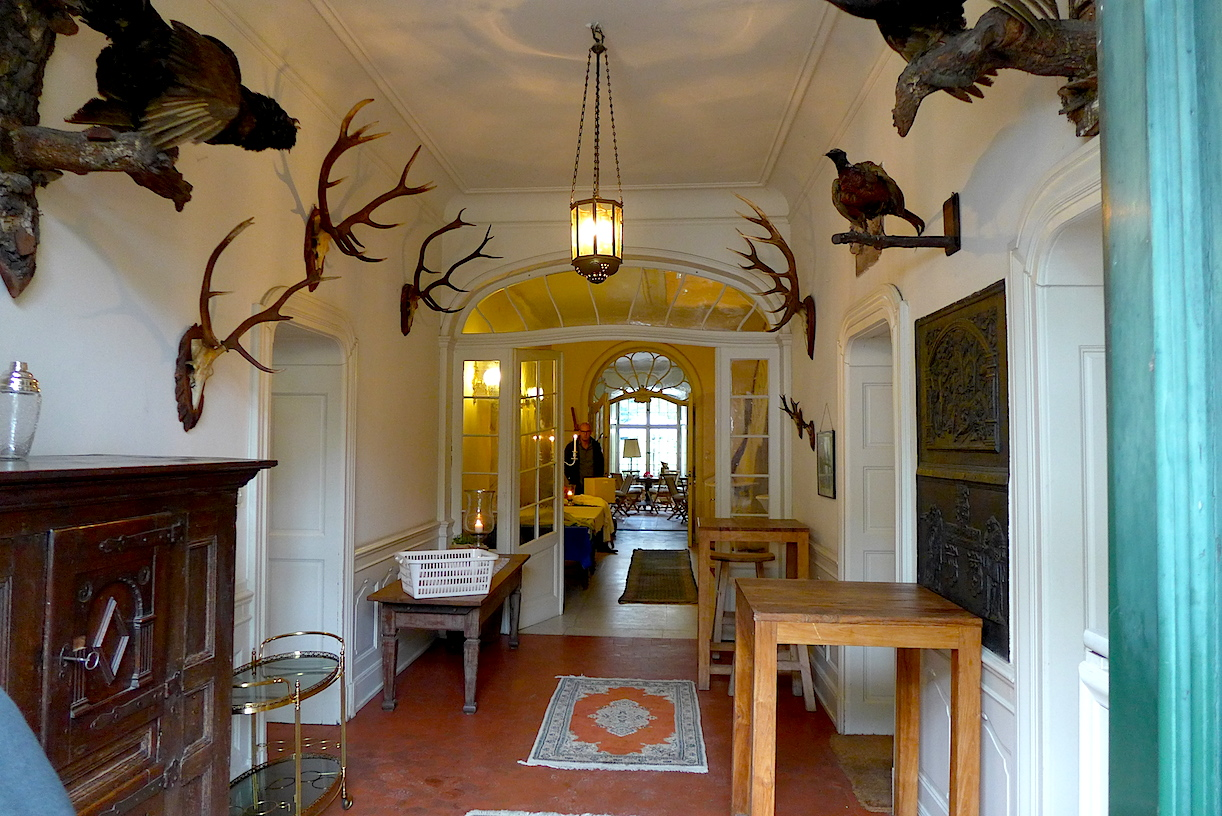
Вход в замок Хакхаузен.

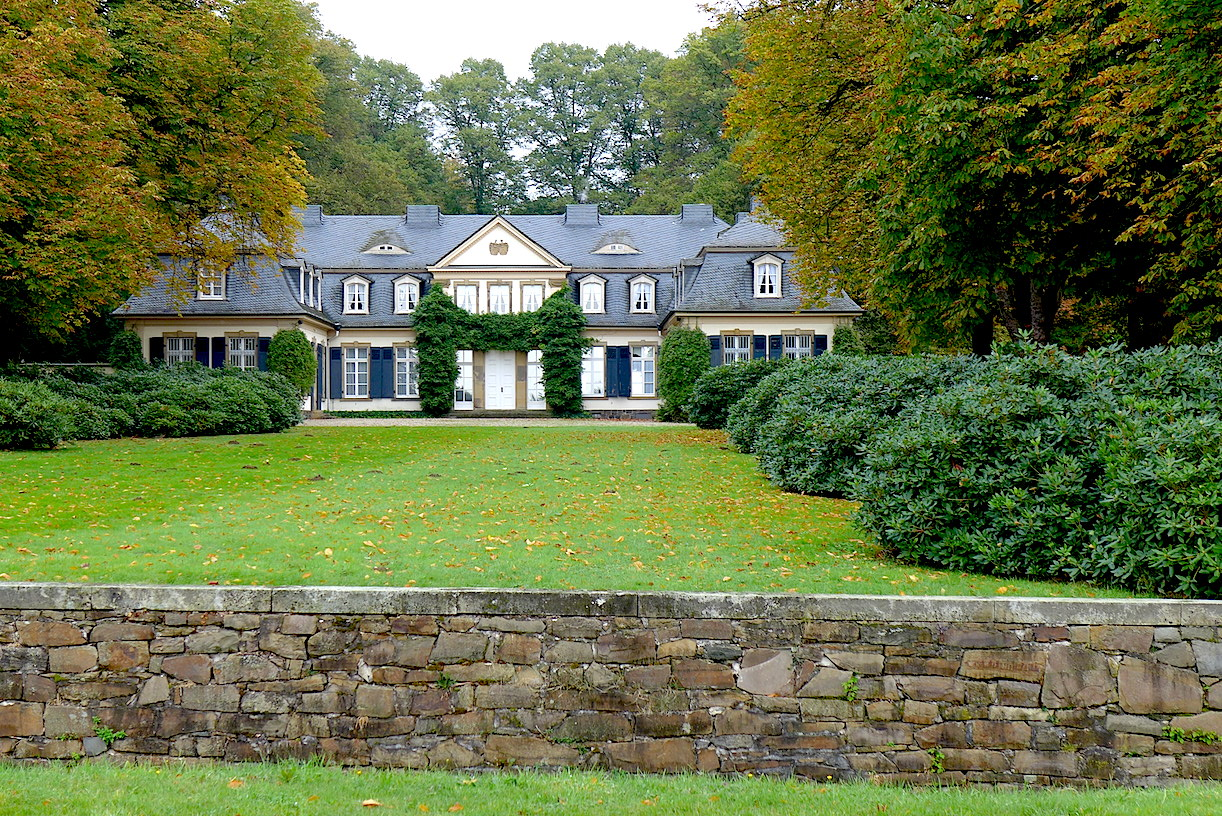
Помещичья усадьба Крюдерсхайде.

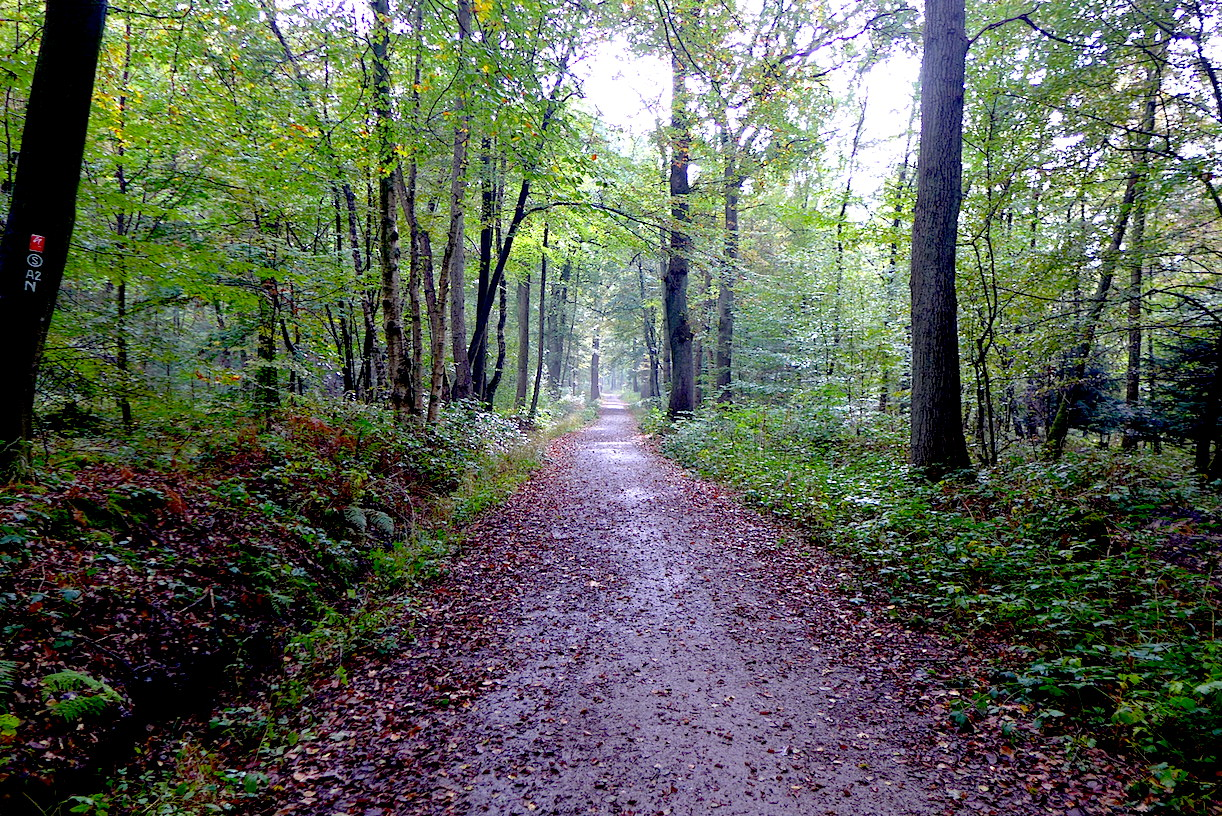
Последние километры пути.

Тропа клинка (нем. Klingenpfad) — круговой маркированный многодневный пешеходный маршрут вокруг города Золинген (Северный Рейн-Вестфалия, Германия), проложенный в 1933—1935 годах. Седьмой этап маршрута, протяжённостью 8,4 км проходит между населёнными пунктами Ауфдерхёэ (Aufderhöhe) и парком Энгельсбергер Хоф (Engelsberger Hof) в пределах рейнских террас.

## Общая характеристика
Туристы выходят на седьмой этап Тропы Клинка от конечной остановки троллейбуса в Ауфредхёэ по улице Гиллихер Штрассе (Gillicher Straße). Местные названия напоминают об Иерусалиме: сначала Тропа Клинка проложена го дороге «Путь Масличной горы» (Ölbergsweg), затем узкой тропой входит в небольшой лес рядом с больничными корпусами и диаконией (Diakonie) Вифания (Bethanien). На выходе из леса туристы пересекают улицу Опладенер Штрассе (Opladener Straße) (она же — земельная дорога L 288) и пройдя небольшим лесом выходит на дорогу федерального значения B 229 (Bundesstraße 229). По ней нужно подниматься направо вверх по городскому тротуару до указателя «S», выводящего из городской застройки по узкому переулку Ландвер-штрассе (Landwehrstraße) от автобусной остановки Ландверберг (Landwehrberg). Впереди спуск по лесу с ещё одним библейским названием «Долина Иосифа» (Josefstal) и пересечением ручья Иосифа (Josefstaler Bach). За ним туристы минуют закрытый ещё в 80-е годы XX века открытый плавательный бассейн и упираются в железную дорогу Кёльн-Золинген (Bahnstrecke Gruiten-Köln-Deutz), по которой с частым интервалом ходят как пригородные, так и скорые поезда.
Тропа Клинка продолжается на север вдоль железной дороги, сначала по асфальту улицы Хёэр Хайде (Höher Heide), а затем по узкой тропе параллельно железной дороге. После пересечения Нуссбаум-штрассе (Nußbaumstraße) тропа вновь входит в лесной массив и ведёт туристов параллельно железной дороге до туннеля, по которому нужно перейти на её другую сторону и продолжать маршрут на север. При входе в жилую застройку Тропа Клинка поворачивает на улицу Бухвайценберг (Buchweizenberg) и через сотню метров по узкому переулку (влево) выводит в лесной массив. На этой тропе туристы проходят оборудованное место для отдыха и молитвы перед установленным католиками небольшим образом Божией Матери.
Совсем недалеко Тропа Клинка выходит к ручью Фибах (Viebach) и водному замку Хакхаузен. Замок находится в частной собственности, поэтому вход в него закрыт, но заходить во двор и фотографировать разрешается. Это красивое и удобное место для отдыха туристов. Позади замка тропа пересекает оживлённую дорогу Боннер Штрассе (Bonner Straße) (L 288) и узкой тропой по краю поля Югендхофа (Jugendhof) вдоль ручья Фибах приводит к старинному поселению Крюдерсхайде. Невдалеке от тропы можно посмотреть сооружения старой мельницы Шваненмюле и одноимённый мотт.
За мостиком через Фибах Тропа Клинка минует историческое хуторское поселение Крюдерсхайде и выводит к небольшой помещичьей усадьбе Вальдхоф Хакхаузен (Waldhof Hackhausen), построенной в необарочном стиле.
Заключительные километры седьмого этапа Тропы Клинка проходят через природоохранный лесной массив «Олигская пустошь». (Ohligser Heide). На этой территории выделен участок для парка отдыха и детских игр Энгельсбергер Хоф. Заканчивается маршрут у исторической усадьбы Энгельсберг.

## Вертикальный профиль
На седьмом этапе спуски явно преобладают над подъёмами. Этап уводит из низкогорья Бергской земли в террасовую низину долины Рейна. На три продолжительных спуска приходится два непродолжительный подъёма. В целом общий набор высоты составляет 111 метров, а общая величина спуска — 163 метра. В пересчёте на километр пути это даёт 13,2 метра подъёма и 19,4 метра спуска. Такой вертикальный профиль даёт возможность участвовать в путешествии даже не совсем физически подготовленным людям, в том числе пожилым и детям.

## Состояние проходимости и маркировки
Большая часть маршрута проложена по лесным массивам, где нет дорог с твёрдым покрытием и это следует учесть при подборе обуви. В то же время на этом участке ощущается близость заселённых территорий и часть пути проходится вдоль дорог или по улицам и переулкам. Дважды приходится пересекать оживлённую автомагистраль L 288 и один раз шоссе B 229, что требует особой осторожности (места переходов не оборудованы соответствующей разметкой). Небольшой заболоченный участок встречен в долине Иосифа.
В целом седьмой этап проходим в любое время года и по любой погоде. Качество маркировки маршрута (латинская буква «S» на чёрном фоне) позволяет проходить его без карты, но требует постоянного внимания к маркировке на развилках дорог и троп. Перед прохождением этапа необходимо ознакомиться с картой маршрута и отпечатать копию. Маршрут можно проходить и в обратном направлении, поскольку имеется обратная маркировка (может использоваться для коррекции правильности направления движения).

## Эстетическая, оздоровительная и познавательная ценность
Седьмой участок Тропы Клинка имеет промежуточный характер между низкогорными и равнинными маршрутами. Здесь присутствуют три из четырёх необходимых для идеальных туристских маршрутов компонентов: исторические достопримечательности, хвойные и лиственные лесные насаждения, водные ресурсы. Отсутствие горных ландшафтов компенсируется облегчением пути. В целом маршрут полезен для укрепления физического здоровья, развития познавательных интересов, эстетического вкуса и прикладных навыков ориентирования в незнакомой местности..